# Puygaillard-de-Quercy
Puygaillard-de-Quercy is een gemeente in het Franse departement Tarn-et-Garonne (regio Occitanie) en telt 297 inwoners (2005). De plaats maakt deel uit van het arrondissement Montauban.

## Geografie
De oppervlakte van Puygaillard-de-Quercy bedraagt 17,1 km², de bevolkingsdichtheid is 17,4 inwoners per km².
De onderstaande kaart toont de ligging van Puygaillard-de-Quercy met de belangrijkste infrastructuur en aangrenzende gemeenten.

## Demografie
Onderstaande figuur toont het verloop van het inwonertal (bron: INSEE-tellingen).